# Taâlem
Taâlem is een klein Frans platenlabel gevestigd in Parijs. Vanaf 2001 brengen ze elk kwartaal compact discs uit in de vorm van 3-inchexemplaren.
Het doel van de firma is om iedereen in de gelegenheid te stellen voor een redelijke prijs kennis te laten maken met muziek buiten de mainstream. Voor de 3” cd's is een speciaal doosje ontworpen en de cd's hebben een industrial aandoende opdruk. Hun motto is tevens: als er vraag naar is blijven wij ze persen. 
Taâlem is gelieerd aan een radiostation Taâlem. Tevens is zij verbonden met Kokeshidisk, de tak voor de normale formaat cd’s. In januari 2009 kwam catalogusnummer 59 uit.

## Besproken item
- alm 10 : Arc; 13th